# Грисбах, Иоганн Якоб
Иоганн Якоб Грисбах (нем. Johann Jakob Griesbach; 4 января 1745 — 24 марта 1812) — немецкий богослов, профессор в Галле и Йене. Прославился критическим исследованием Нового Завета, считается одним из отцов новозаветной текстологии.

## Биография
Родился в Буцбахе, небольшом городе в Гессене, где его отец, Конрад Каспар Грисбах (1705—1777), был пастором.
Образование Грисбах получил во Франкфурте, в университетах Тюбингена, Лейпцига и Галле, где он стал одним из самых способных учеников Иоганна Землера, который заставил его обратить особое внимание на текстологию Нового Завета. Для собственного образования он совершил литературный тур по Германии, Голландии, Франции и Англии. В Англии он познакомился с Генри Оуэном, английским теологом, работа которого «Разбор четырёх Евангелий» (англ. Observations on the Four Gospels; 1764) стала его настольной книгой, но Грисбах всегда отрицал влияние идей Оуэна на свои взгляды.
По возвращении в Галле Грисбах некоторое время занимал должность приват-доцента, а в 1773 году был назначен на профессорскую кафедру. В 1775 году он перешёл в университет в Йене, где провел остаток своей жизни (хотя получал приглашения в другие университеты).

## Труды
Издания на тему Евангелий:
- исправленный, по рукописям текст сначала Евангелия, «Synopsis evangeliorum» (Галле, 1774—75; 3 изд. 1809),
- затем и всего Нов. Завета (Галле, 1775—77; 3 изд. Берл., 1827);
- «Symbolae criticae ad supplendas et corrigendas varias lectiones N. T.» (Галле, 1785—93);
- «Commentarius criticus in textum N. T.» (Галле, 1798—1811).

На другие темы:
- «Populare Dogmatik» (Иена, 1779, 4 изд. 1789) дает ясное понятие о религиозных воззрениях умеренного рационализма.
- «Opuscula academica» изд. Gabler (Иена, 1824—25).
- Жизнеописания — Kölhe (Иена, 1812), Augusti (Берл., 1812) и Eichstadt (Иена, 1815).